# Thomas Mann (politicus)
Thomas Mann (Naumburg (Saale), 28 januari 1946) is een Duitse politicus. Hij zit sinds 1994 namens de Christlich Demokratische Union Deutschlands (CDU) voor Hessen in het Europees Parlement als lid van de Europese Volkspartij. Hij woont in Schwalbach am Taunus in het Landkreis Main-Taunus.

## Vroege carrière
Na zijn Abitur aan het Neusprachliches Gymnasium (een Duitse variant van het gymnasium zonder Oudgrieks) in 1964, volgde Thomas Mann een opleiding tot commercieel-administratief medewerker in de industrie. In de twintig jaar die daarop volgden werkte hij als junior-copywriter bij reclame- en marketingbureaus in Frankfurt am Main, als conceptueel ontwerper en tekstschrijver en ten slotte als creatief directeur.

## Politiek
Als jongeman was Mann al politiek actief en raakte betrokken bij de Junge Union. Hij bekleedde daar diverse leidinggevende functies, de laatste daarvan was van 1975 tot 1979 als lid van de Deutschlandrat, het ledenparlement van de Junge Union.
Mann is lid van de CDU. Ook in die partij was hij in verschillende besturen actief. Zo was hij van 1986 tot 1999 lid van het bestuur van het CDU-district Main-Taunus en tussen 1991 en 1999 plaatsvervangend voorzitter van dat district.
In de gemeentepolitiek was hij in de periode 1985-1998 raadslid in zijn woonplaats Schwalbach am Taunus.
In 1994 werd hij voor het eerst verkozen in het Europees Parlement. In 2004 was hij tweede op de CDU-lijst van Hessen, in 2009 en 2014 de lijsttrekker.
Het zwaartepunt van zijn werk lag steeds bij de belangen van de werknemers. Hij was in de jaren 1975-1979 landelijk voorzitter van de Junge Arbeitnehmerschaft, de jongerenorganisatie van de Christlich-Demokratische Arbeitnehmerschaft (CDA), de werkgemeenschap voor werknemers in de CDU. Van 1975 tot 1985 was hij bijzitter in het landelijk bestuur van de CDA en sinds 1977 is hij voorzitter van het CDA-district Untermain.

## Functies in het Europees Parlement
In het Europees parlement was Mann in de jaren 1994-1995 plaatsvervangend coördinator van de Bijzondere Commissie Werkgelegenheid. In de periode 1999-2004 werkte hij voor de EVP-fractie als plaatsvervangend voorzitter van de Commissie voor Werkgelegenheid en Sociale Zaken (EMPL). Tevens is hij plaatsvervangend lid van de Commissie voor Economische en Monetaire Zaken en lid van de Delegatie voor de betrekkingen met de landen in Zuid-Azië en de Zuid-Aziatische Associatie voor Regionale Coöperatie (SAARC).
Behalve in arbeidszaken is Thomas Mann ook actief op het gebied van de rechten van de mens. Sinds 1999 is hij voorzitter van de ‘Tibet Intergroup’ van het Europees Parlement.

## Andere functies
Thomas Mann ijvert in de Europa-Union Deutschland, de Duitse sectie van de Unie van Europese Federalisten, voor het idee van Europese samenwerking. In de Europa-Union is hij sinds 1995 voorzitter van het district Main-Taunus, was hij van 1996 tot 1998 plaatsvervangend voorzitter van het Landesverband Hessen, en sinds 1998 voorzitter. Sinds 1998 is hij ook lid van het presidium van de Europa-Union en sinds 2003 plaatsvervangend landelijk voorzitter. Van 2004 tot 2006 was hij lid van het hoofdbestuur van de Unie van Europese Federalisten.
Sinds 2004 is hij lid van de raad van toezicht van de Hessische Rundfunk.

## Erkenning
In 2002 ontving Mann de Orde van Verdienste van de Bondsrepubliek Duitsland voor zijn inspanningen voor de mensenrechten en sociale rechtvaardigheid.